# Kodži Jamase
Kodži Jamase (japonsko 山瀬 功治), japonski nogometaš, * 2. september 1981.
Za japonsko reprezentanco je odigral 13 uradnih tekem.